# Мачке Ултара
„Мачке Ултара” (енгл. The Cats of Ulthar) је приповетка америчког писца Хауарда Филипса Лавкрафта, написана у јуну 1920. године. Написана под утицајем лорда Дансенија, прича је била лично Лавкрафтова омиљена и остала је популарна и након његове смрти, а данас се сматра једном од најбољих приповедака из његовог раног периода. Аспекти ове приче поново се помињу у делима „Други богови” и Сновита потрага за незнаним Кадатом. Први пут је објављена у књижевном часопису Tryout у новембру 1920. и данас је у јавном власништву.

## Радња
Неименовани приповедач, док посматра своју кућну мачку, почиње да се присећа закона у граду Ултар који забрањује убијање мачака и прича о томе како је тај закон настао. Прича почиње описом старог фармера и његове жене који уживају у хватању и насилном убијању мачака које се усуде да дођу на њихово имање. Мештани се превише плаше старог пара да би их пријавили, па уместо тога усредсређују своје напоре на то да своје мачке спрече да се приближе њиховом имању. Једне ноћи стиже караван путника из далеке земље и пролази кроз град. Са собом доводе сироче по имену Менес коме је куга одузела породицу, и којим има само једно мало црно маче да му прави друштво. Након што трећег дана боравка не може да пронађе своје маче, Менес чује приче о старом фармеру и његовој жени и одлучује да предузме нешто у вези њих.
Менес проводи време медитирајући пре него што се помоли, што утиче на облике и кретање облака на небу, дајући свим мачкама Ултара свест. Караван те ноћи напушта Ултар, мало пре него што мештани примете да су све њихове мачке нестале. Мештани сумњају и на стари пар и на путнике, али крчмарев син Атал сведочи како мачке круже око фармеровог имања. Следећег јутра, мачке се враћају својим власницима добро ухрањене, али фармер и његова жена су нестали. Када мештани одлуче да истраже њихову напуштену кућу, не откривају ништа више од два до костију очишћена људска скелета. Старешине, након прегледа доказа и прича мештана, одлучују да донесу закон који забрањује убијање мачака у Ултару.

## Позадина
Лавкрафт је изложио заплет свом пријатељу Рајнхарту Клајнеру у мају 1920. и написао „Мачке Ултара” 15. јуна 1920, пет месеци након што је завршио своју претходну причу, „Ужасни старац”. Током свог раног књижевног периода Лавкрафт је био под утицајем писања англо-ирског писца лорда Дансенија и покушао је да опонаша његов стил. Међу књижевним аспектима које Лавкрафт позајмљује су „мотив освете” и „тешки тон” Дансенија. Дансенијев утицај је евидентан и на површини текста: луталице, сличне онима приказаним у „Мачкама Ултара”, појављују се у Дансенијевој ранијој причи „Беспослени дани на Јану”. Лавкрафтов лик Менеса дели своје име са Менесом, полу-митским оснивачем древног египатског града Мемфис. Древни Египћани су обожавали мачке, а убијање или протеривање мачака су сматрали злочином.
Пре „Мачака Ултара”, Лавкрафт је написао неколико прича у стилу лорда Дансенија, укључујући „Бели брод”, „Улицу”, „Пропаст која је дошла у Сарнат”, „Ужасног старца” и „Дрво”. Његову следећу причу написану под утицајем Дансенија, „Селефаис”, проучавалац Лавкрафтов С. Т. Џоши сматрао је „једном од његових најбољих и најзначајнијих”. Приповетка „Мачке Ултара” је први пут објављена у књижевном часопису Tryout у новембру 1920, а касније се појавила у часопису Weird Tales у фебруару 1926. и 1933. године, док је и приватно прештампана у тиражу од четрдесет два примерка у децембру 1935. године.

## Пријем и наслеђе
Ова приповетка је била лично омиљена Лавкрафту, који је био ватрени љубитељ мачака. Бројни савремени критичари, као и сам Лавкрафт, сматрају да је приповетка најбоља од свих његових прича написаних под утицајем Дансенија. Други критичари су приметили да је ова приповетка једна од Лавкрафтових најпознатијих прича која се уклапа и у Дансенијев и стил „ирационалне фантастике”. Књижевни критичар Дарел Швајцер, међутим, коментарише да „Мачке Ултара” подсећају на Дансенија само у „расположењу и извршењу” и да „приповетка нема очигледне паралеле ни у једној Дансенијевој причи”. Швајцер назива прозу „уздржаном”, и напомиње да је, за разлику од Лавкрафта, Дансени преферирао псе и да је мало вероватно да би написао тако одушевљено признање мачкама. Лавкрафтов проучавалац С. Т. Џоши се не слаже са њим, тврдећи да „[ова] приповетка дугује више Дансенију од многих других прича инспирисаних њим”.
Лик Атала, крчмаревог сина који сведочи како мачке Ултара круже око колибе антагониста, касније се појављује у Лавкрафтовој приповеци „Други богови”. У овој причи, написаној у августу 1921. и први пут објављеној у новембру 1933. године, Атал, сада већ одрастао човек, постаје шегрт Барзаија Мудрог и путује са њим у потрази за насловним божанствима. Барзаи чак помиње закон против убијања мачака у Ултару, додатно учвршћујући везу. Атал се такође појављује као свештеник у новели Сновита потрага за незнаним Кадатом — написаној 1927, али објављеном тек 1943. године — када је главни јунак Рандолф Картер посети град 300 година након догађаја у „Мачкама Ултара”, када је град још увек јако насељен мачкама. Картер касније успева да призове мачке Ултара у помоћ. Мачке су коришћене у ономе што Кетрин М. Роџерс назива „оригиналнијим начином” у Лавкрафтовом делу „Пацови у зидовима” из 1923. године. Овде, као и у другим Лавкрафтовим каснијим причама, мачке оличавају привлачност за ужасом, док, за разлику од људских протагониста, „никада не трагају за ужасом до те мере да и саме постану ужасне”.